# بلدة سنترال ليك (ميشيغان)
سنترال ليك (بالإنجليزية: Central Lake Township, Michigan)‏ هي بلدة تقع بولاية ميشيغان في الولايات المتحدة. تبلغ مساحتها 81.1 (كم²)، وترتفع عن سطح البحر 233 م، بلغ عدد سكانها 2198 نسمة في عام تعداد الولايات المتحدة 2010 حسب إحصاء مكتب تعداد الولايات المتحدة وتصل الكثافة السكانية فيها 30.9 نسمة/كم2.

## وصلات خارجية
- The US50 - Cities and Towns in Michigan State
- Michigan Cities and Towns, Facts, Map, Flag, Colleges, Government, and More